# Tom Atlee
Tom Atlee (* 1949) je evoluční aktivista, zakladatel a výzkumný ředitel neziskového Institutu kointeligence. Tom Atlee se od poloviny 90. let minulého století zaměřuje na rozvíjení schopnosti společnosti fungovat jako moudrá demokracie. Od roku 2005 se soustřeďuje na dynamiku “vědomé evoluce” – zvláště evoluce sociálních systémů. Atleeho holistická vize sociální změny je založena na novém porozumění celistvosti a koevoluční tvořivosti kosmu; jeho teorie kointeligence rozpoznává mnoho faset inteligence, moudrosti i vyšších forem vědomí.
Své poznatky shrnul Atlee v knihách The Tao of Democracy: Using Co-Intelligence to Create a World that Works for All (Tao demokracie: jak pomocí kointeligence vytvářet svět, jenž pracuje pro všechny, 2003), Reflection on Evolutionary Activism (Úvahy o evolučním aktivismu, 2011) a Empowering Public Wisdom: A Practical Vision of Citizen-Led Politics (Posilování obecné moudrosti: Praktická vize občany řízené politiky, 2012).

### Překlady textů
- Tom Atlee: Ucelená vize ko-inteligence aneb, jak dospět k tomu, aby se demokracie stala inteligentní
- Tom Atlee: vTaiwan – Zběžný pohled na vládu postavenou na principech open-source a open-space – 1. část
- Tom Atlee: Poznámky k jednotlivým aspektům fenoménu vTaiwan – 2. část
- Tom Atlee: Využití platformy pol.is k regulaci Uberu – 3. část